# بنیتس
بنیتس (به آلمانی: Benitz) یک شهر در آلمان است که در Rostock District واقع شده‌است. بنیتس ۳۷۸ نفر جمعیت دارد.